# Emília Llorca Martin
Emília Llorca Martín (La Barceloneta, Barcelona, 12 de juny de 1948 - 8 de desembre de 2009) va ser una dirigent veïnal del barri de la Barceloneta de Barcelona, cofundadora i presidenta de la comissió de festes del carrer dels Pescadors i de l'associació de veïns de l'Òstia de la Barceloneta. També era coneguda com l'Emiliona.
Va néixer i va viure al carrer dels Pescadors. A la façana del número 49 podem veure la placa conmmemorativa que hi va posar l'ajuntament de Barcelona. Era la petita de tres germanes, filla d'Emília Martín Vega, cosidora, i de Francesc Llorca Ripoll, treballador de la drassana Nueva Vulcano i membre de la CNT. Va encapçalar reivindicacions i lluites, principalment contra l'especulació immobiliària. Cal destacar, sobretot, el pols que va mantenir amb el consistori barceloní quan aquest va voler endegar l'anomenat Pla dels Ascensors, que comportava l'eliminació d'un 20% dels habitatges de la Barceloneta i el consegüent trasllat forçós de veïns fora del barri.
La Barceloneta ha organitzat diversos homenatges per a preservar-ne la memòria, i el 17 d'abril de 2021 Barcelona li posà el nom a un carrer del barri de la Barceloneta en substitució del de l'Almirall Aixada en el nomenclàtor de la ciutat, en el marc de la política de feminització dels espais públics que promou l’Ajuntament de Barcelona. El març de 2023, va ser una de les personalitats homenatjades per l'Ajuntament de Barcelona en la campanya Ciutat de Dones.